# 莱兹河畔布雷特维尔
莱兹河畔布雷特维尔（法語：Bretteville-sur-Laize，法語發音：[bʁɛtvil syʁ lɛz] ⓘ）是法国卡尔瓦多斯省的一个市镇，属于卡昂区。

## 地理
莱兹河畔布雷特维尔（49°2'42"N, 0°19'30"W）面积9.68 平方千米，位于法国诺曼底大区卡爾瓦多斯省，该省份为法国西北部沿海省份，北濒大西洋英吉利海峡，东北与滨海塞纳省以海上边界相接，东临厄尔省，南至奧恩省，西与芒什省接壤。
与莱兹河畔布雷特维尔接壤的市镇（或旧市镇、城区）包括：巴尔伯里、布隆、桑托、弗雷内勒皮瑟。

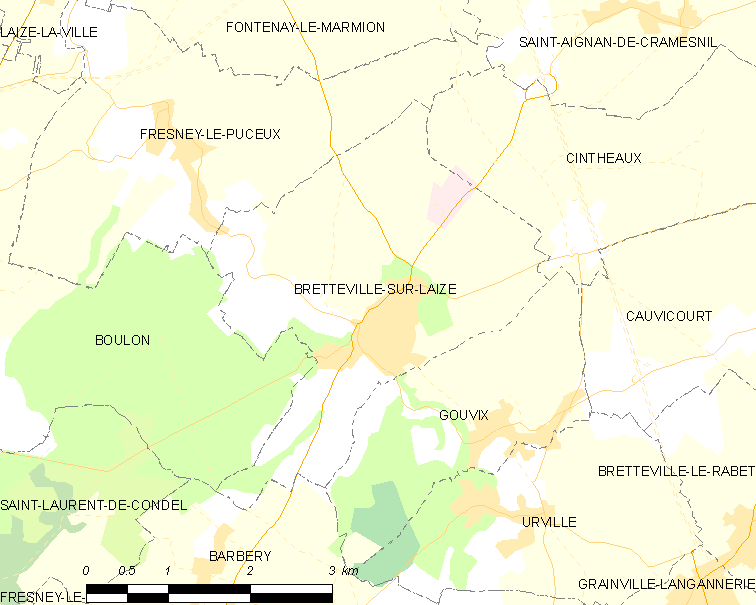
莱兹河畔布雷特维尔的OSM定位图

莱兹河畔布雷特维尔的时区为UTC+01:00、UTC+02:00（夏令时）。

## 行政
莱兹河畔布雷特维尔的邮政编码为14680，INSEE市镇编码为14100。

## 政治
莱兹河畔布雷特维尔所属的省级选区为勒奥姆县。

## 人口

1962-2008年间莱兹河畔布雷特维尔人口变化图示

莱兹河畔布雷特维尔于2022年1月1日时的人口数量为1911人。